# وليام هان
وليام هان (بالإنجليزية: William Hann)‏ وليام هان (1889 1837). كان راعياً ومستكشف في شمال ولاية كوينزلاند، أستراليا - تم العثور خلال حملته في عام 1872 على المؤشرات الأولى لمناجم الذهب لنهر بالمر.
وقد ولد في ويلتشير، إنجلترا، في 26 شباط 1837. وكان زميل المستكشف فرانك هان شقيقه الأصغر.
تم العثور على أول قطعة ذهبية من قبل فريدريك وارنر مساح البعثة في 6 أغسطس والمزيد من القطع في الأيام التالية. ومع ذلك كان يعتقد هان أنها لم تكن بكميات تجارية،
غرق بطريق الخطأ أثناء الاستحمام في البحر في تاونسفيل، وترك زوجة وابنتين.
مترجم http://en.wikipedia.org/wiki/William_Hann%27%27%27